# Monstera buseyi
Monstera buseyi — це квіткова рослина родини ароїдних.

## Розповсюдження
Його батьківщиною є Коста-Рика та Панама.